# Escut de la Torre d'en Besora
L'escut de la Torre d'en Besora és el símbol representatiu oficial de la Torre d'en Besora, municipi del País Valencià, a la comarca de l'Alt Maestrat. Té el següent blasonament:
| « | Escut quadrilong de punta redona, truncat. En el primer quarter, en camp d'or, una torre de gules, maçonada i aclarida de sable. Al segon quarter, en camp de sable, tres pals d'argent. Al timbre, corona reial oberta. | » |

## Història
L'escut s'aprovà per Resolució de 13 de desembre de 1996, del conseller de Presidència, publicada en el DOGV núm. 2.952, de 14 de març de 1997 i correcció d'errades de 26 de maig de 1999.
La torre és un senyal parlant al·lusiu al nom de la localitat, i alhora representa l'edifici que hi havia a l'origen del poble, la Torre de Vinrobí, d'origen islàmic. La segona partició són les armes dels Besora, antics senyors del poble des del segle xiii.